# Список римско-католических епархий Великобритании

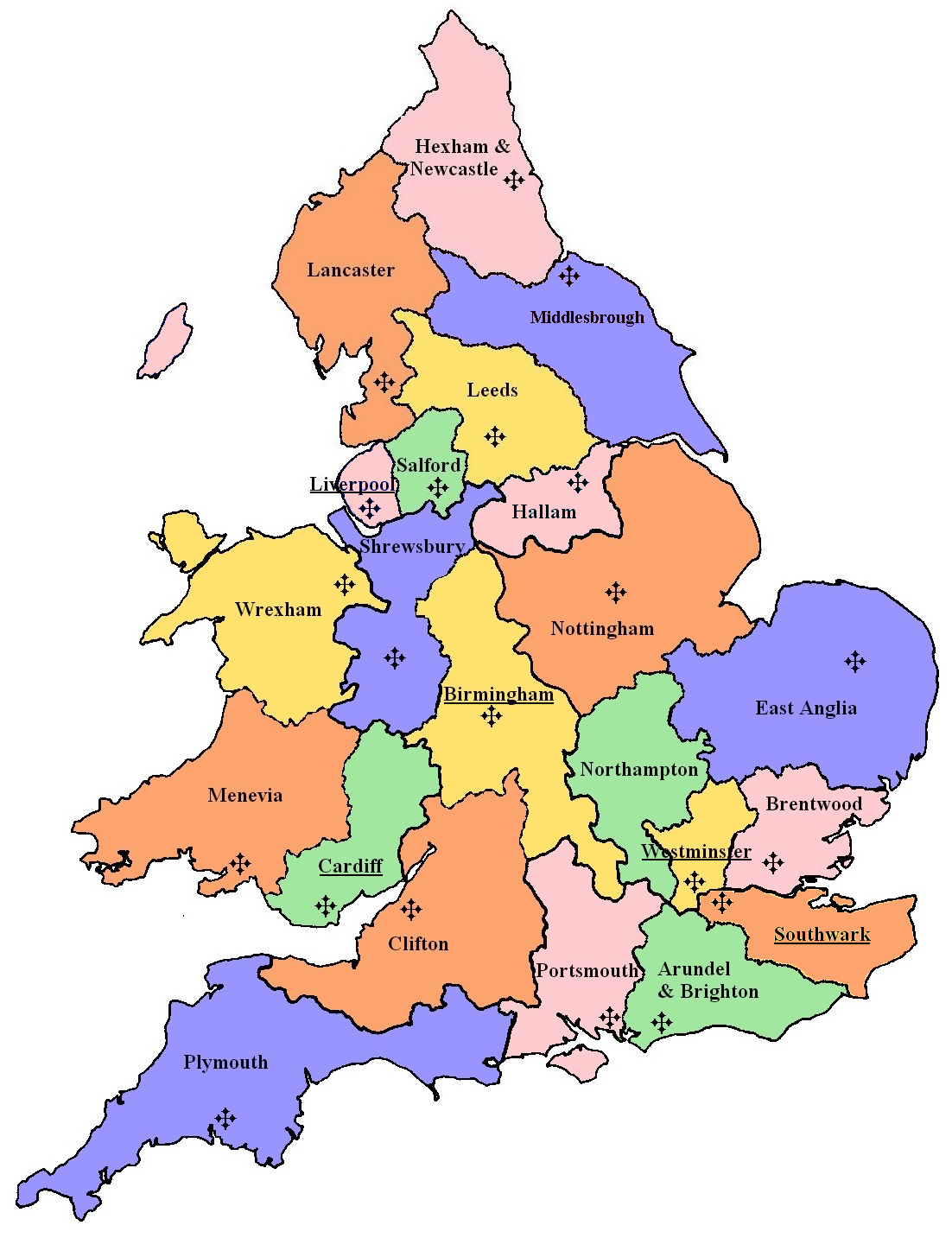
Карта епархий Англии и Уэльса

Католические епархии в Великобритании разделены на две отдельные иерархии: католическая церковь в Англии и Уэльсе и католическая церковь в Шотландии. Католическая церковь Англии и Уэльса имеет пять провинций, разделённых на 22 епархии, а католическая церковь Шотландии состоит из двух провинций, разделённых на 8 епархий. Католические епархии в Северной Ирландии включены в иерархию Республики Ирландии, поскольку церковь в Ирландии не была разделена при ирредентизме в 1920-х годах.

## Епископская конференция Англии и Уэльса

### Провинция Бирмингема
Основана в 1911 году.
| Епархия                    | Кафедральный собор         | Дата основания |
| -------------------------- | -------------------------- | -------------- |
| Архиепархия Бирмингема     | Собор Святого Чеда         | 1850           |
| Епархия Клифтона           | Собор Святых Петра и Павла | 1850           |
| Епархия Шрусбери           | Шрусберийский собор        | 1850           |
| Провинция Бирмингема       |                            |                |
| Карта провинции Бирмингема |                            |                |

### Провинция Кардиффа
Основана в 1916 году.
| Епархия                  | Кафедральный собор             | Дата основания |
| ------------------------ | ------------------------------ | -------------- |
| Архиепархия Кардиффа     | Кардиффский метропольный собор | 1850           |
| Епархия Миневии          | Собор Святого Иосифа           | 1898           |
| Епархия Рексема          | Рексемский собор               | 1987           |
| Провинция Кардиффа       |                                |                |
| Карта провинции Кардиффа |                                |                |

### Провинция Ливерпуля
Основана в 1911 году.
| Епархия                    | Кафедральный собор               | Дата основания |
| -------------------------- | -------------------------------- | -------------- |
| Архиепархия Ливерпуля      | Ливерпульский метропольный собор | 1850           |
| Епархия Халлама            | Собор Святой Марии               | 1980           |
| Епархия Хексэма и Ньюкасла | Собор Святой Марии               | 1850           |
| Епархия Ланкастера         | Собор Святого Петра              | 1924           |
| Епархия Лидса              | Собор Святой Анны                | 1878           |
| Епархия Мидлсбро           | Собор Святой Марии               | 1878           |
| Епархия Солфорда           | Собор Святого Иоанна Евангелиста | 1850           |
| Провинция Ливерпуля        |                                  |                |
| Карта провинции Ливерпуля  |                                  |                |

### Провинция Саутуарка
Основана в 1965 году.
| Епархия                                                                                          | Кафедральный собор                             | Дата основания |
| ------------------------------------------------------------------------------------------------ | ---------------------------------------------- | -------------- |
| Архиепархия Саутуарка                                                                            | Собор Святого Георгия                          | 1851           |
| Епархия Арундела и Брайтона                                                                      | Арунделский собор                              | 1965           |
| Епархия Плимута                                                                                  | Собор Пресвятой Девы Марии и Святого Бонифация | 1850           |
| Епархия Портсмута                                                                                | Собор Святого Иоанна Евангелиста               | 1882           |
| Провинция Саутуарка                                                                              |                                                |                |
| Карта провинции Саутуарка. Не показаны Нормандские острова, хотя они входят в епархию Портсмута. |                                                |                |

### Провинция Вестминстера
Основана в 1850 году.
| Епархия                       | Кафедральный собор                        | Дата основания |
| ----------------------------- | ----------------------------------------- | -------------- |
| Архиепархия Вестминстера      | Вестминстерский собор                     | 1850           |
| Епархия Брентвуда             | Собор Пресвятой Девы Марии и Святой Елены | 1917           |
| Епархия Восточной Англии      | Собор Святого Иоанна Крестителя           | 1976           |
| Епархия Нортгемптона          | Собор Пресвятой Девы Марии и Святого Фомы | 1850           |
| Епархия Ноттингема            | Ноттингемский собор                       | 1850           |
| Провинция Вестминстера        |                                           |                |
| Карта провинции Вестминстера. |                                           |                |

## Епископская конференция Шотландии

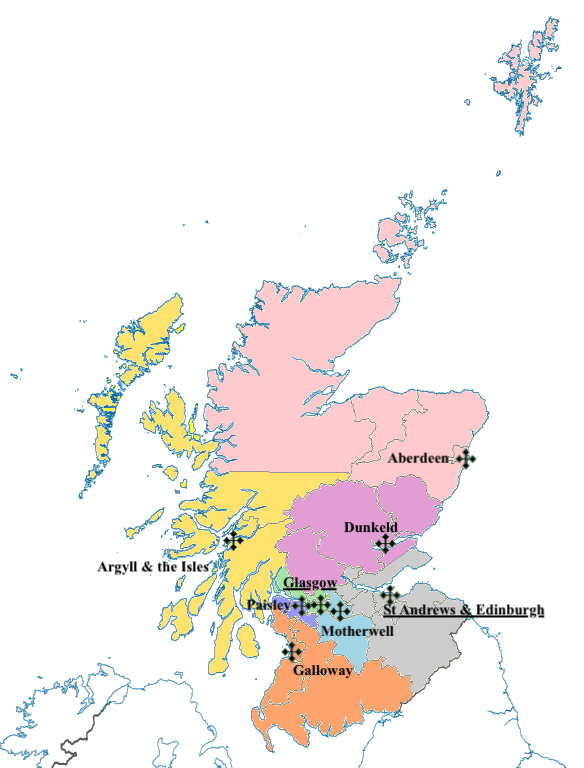
Карта епархий Шотландии

#### Провинция Сент-Эндрюса и Эдинбурга
- Архиепархия Сент-Эндрюса и Эдинбурга (Собор Святой Марии, Эдинбург; основана в 1878 году)
  - Епархия Абердина (Собор Святой Марии, Абердин; основана в 1878 году)
  - Епархия Аргайла и Островов (Собор Святого Колумбы, Обан; основана в 1878 году; изначально находилась в провинции Глазго)
  - Епархия Данкельда (Собор Святого Андрея, Данди; основана в 1878 году)
  - Епархия Галлоуэя (Собор Святой Маргариты, Эр; основана в 1878 году; изначально находилась в провинции Глазго)

#### Провинция Глазго
- Архиепархия Глазго (Собор Святого Андрея, Глазго; основана в 1878 году)
  - Епархия Мотеруэлла (Мотеруэллский собор; основана в 1947 году)
  - Епархия Пейсли (Собор Святого Мирина, Пейсли; основана в 1947 году)